# Mochtherus
Mochtherus is een geslacht van kevers uit de familie van de loopkevers (Carabidae). De wetenschappelijke naam van het geslacht is voor het eerst geldig gepubliceerd in 1846 door Schmidt-Gobel.

## Soorten
Het geslacht Mochtherus omvat de volgende soorten:
- Mochtherus asemus Andrewes, 1924
- Mochtherus kelantanensis Kirschenhofer, 1999
- Mochtherus latithorax Jedlicka, 1935
- Mochtherus longipennis Jedlicka, 1935
- Mochtherus luctuosus Putzeys, 1875
- Mochtherus magnus Andrewes, 1930
- Mochtherus obscurus (Sloane, 1907)
- Mochtherus sulawesiensis Kirschenhofer, 2010
- Mochtherus tetraspilotus (W.S.Macleay, 1825)
- Mochtherus uenoi (Habu, 1967)